# Portada/article maig 21

## Palau Nacional
El Palau Nacional, situat a Montjuïc (Barcelona), és un palau construït entre el 1926 i el 1929 per a l'Exposició Internacional de Barcelona de 1929 i que des del 1934 allotja el Museu Nacional d'Art de Catalunya. Fou l'edifici principal de l'Exposició, obra d'Eugenio Cendoya i Enric Catà, sota la supervisió de Pere Domènech i Roura, i tot desestimant el projecte inicial de Puig i Cadafalch i Guillem Busquets. Al seu Saló Oval s'efectuà la cerimònia d'inauguració de l'Exposició, presidida per Alfons XIII i la reina Victòria Eugènia.
D'estil clàssic inspirat en el Renaixement espanyol, té una planta rectangular amb dos cossos laterals i un de posterior quadrat, amb una gran cúpula el·líptica a la part central. Les cascades i brolladors de l'escalinata del Palau foren obra de Carles Buïgas, i es van col·locar nou grans projectors que encara avui emeten uns intensos feixos de llum que escriuen el nom de la ciutat en el cel.